# Sean Lynch (rugby à XV)
Pour les articles homonymes, voir Lynch.
Pour l'acteur homonyme, voir Sean Lynch (acteur).
John Francis Lynch, plus connu sous le nom de Sean Lynch est né le 22 septembre 1942 à Dublin (Irlande). C’est un ancien joueur de rugby à XV, qui a joué avec l'équipe d'Irlande de 1971 à 1974, évoluant au poste de pilier (1,83 m pour 97 kg).

## Carrière
Il a eu sa première cape internationale le 30 janvier 1971, à l’occasion d’un match contre l'équipe de France dans le cadre du Tournoi des cinq nations. Il a effectué son dernier match international le 23 novembre 1974 contre les All-Blacks.
Lynch a fait partie de l'équipe d'Irlande qui a gagné le Tournoi des cinq nations en 1973 et 1974, sous la conduite de son capitaine Willie-John McBride.
Il a joué 15 matchs (dont 4 test matchs) avec les Lions britanniques, en 1971 (tournée en Nouvelle-Zélande).

## Palmarès
- 17 sélections
- Sélections par année : 4 en 1971, 3 en 1972, 4 en 1973 et 6 en 1974
- Tournois des Cinq Nations disputés : 1971, 1972, 1973, 1974
- Vainqueur du Tournoi des cinq nations en 1973 (victoire partagée) et 1974